# العلاقات المالاوية المولدوفية
العلاقات المالاوية المولدوفية هي العلاقات الثنائية التي تجمع بين مالاوي ومولدوفا.

## مقارنة بين البلدين
هذه مقارنة عامة ومرجعية للدولتين:
| وجه المقارنة                                              | مالاوي                     | مولدوفا                           |
| --------------------------------------------------------- | -------------------------- | --------------------------------- |
| المساحة (كم2)                                             | 118.48 ألف                 | 33.85 ألف                         |
| عدد السكان (نسمة)                                         | 18.62 مليون                | 2.55 مليون                        |
| الكثافة السكانية (ن./كم²)                                 | 157.16                     | 75.33                             |
| العاصمة                                                   | ليلونغوي، زومبا            | كيشيناو                           |
| اللغة الرسمية                                             | لغة إنجليزية، لغة الشيشيوا | اللغة المولدوفية، اللغة الرومانية |
| العملة                                                    | كواشا ملاوية               | ليو مولدوفي                       |
| الناتج المحلي الإجمالي (بليون دولار)                      | 6.30 مليار                 | 8.13 مليار                        |
| الناتج المحلي الإجمالي (تعادل القوة الشرائية) بليون دولار | 22.43 مليار                | 17.94 مليار                       |
| الناتج المحلي الإجمالي الاسمي للفرد دولار أمريكي          | 338                        | 3.65 ألف                          |
| الناتج المحلي الإجمالي للفرد دولار أمريكي                 | 1.20 ألف                   | 4.98 ألف                          |
| مؤشر التنمية البشرية                                      | 0.445                      | 0.693                             |
| رمز المكالمات الدولي                                      | +265                       | +373                              |
| رمز الإنترنت                                              | .mw                        | .md                               |
| المنطقة الزمنية                                           | ت ع م+02:00                | ت ع م+02:00، ت ع م+03:00          |

## منظمات دولية مشتركة
يشترك البلدان في عضوية مجموعة من المنظمات الدولية، منها:
| علم المنظمة | اسم المنظمة                               | تاريخ انضمام مالاوي | تاريخ انضمام مولدوفا |
| ----------- | ----------------------------------------- | ------------------- | -------------------- |
|             | البنك الدولي للإنشاء والتعمير             | 19 يوليو 1965       | 12 أغسطس 1992        |
|             | منظمة التجارة العالمية                    | ?                   | ?                    |
|             | المركز الدولي لتسوية المنازعات الاستشارية | 14 أكتوبر 1966      | 4 يونيو 2011         |
|             | منظمة حظر الأسلحة الكيميائية              | ?                   | ?                    |
|             | الأمم المتحدة                             | 1 ديسمبر 1964       | 2 مارس 1992          |
|             | منظمة الشرطة الجنائية الدولية             | ?                   | ?                    |
|             | وكالة ضمان الاستثمار متعدد الأطراف        | 12 أبريل 1988       | 9 يونيو 1993         |
|             | يونسكو                                    | 27 أكتوبر 1964      | 27 مايو 1992         |
|             | مؤسسة التنمية الدولية                     | 19 يوليو 1965       | 14 يونيو 1994        |
|             | مؤسسة التمويل الدولية                     | 19 يوليو 1965       | 10 مارس 1995         |
|             | الاتحاد البريدي العالمي                   | ?                   | ?                    |
|             | الاتحاد الدولي للاتصالات                  | 19 فبراير 1965      | 20 أكتوبر 1992       |

## وصلات خارجية
- موقع وزارة الخارجية المولدوفية